# Fourneaux (Sabaudia)
Fourneaux – miejscowość i gmina we Francji, w regionie Owernia-Rodan-Alpy, w departamencie Sabaudia.
Według danych na rok 1990 gminę zamieszkiwało 1078 osób, a gęstość zaludnienia wynosiła 214 osób/km² (wśród 2880 gmin regionu Rodan-Alpy Fourneaux plasuje się na 738. miejscu pod względem liczby ludności, natomiast pod względem powierzchni na miejscu 1511.).